# Carlo Ponti (fotógrafo)
Carlo Ponti (1823-1893) foi um fotógrafo suíço-italiano, inventor de diversos dispositivos ópticos incluindo o aletoscópio e o megaletoscópio.

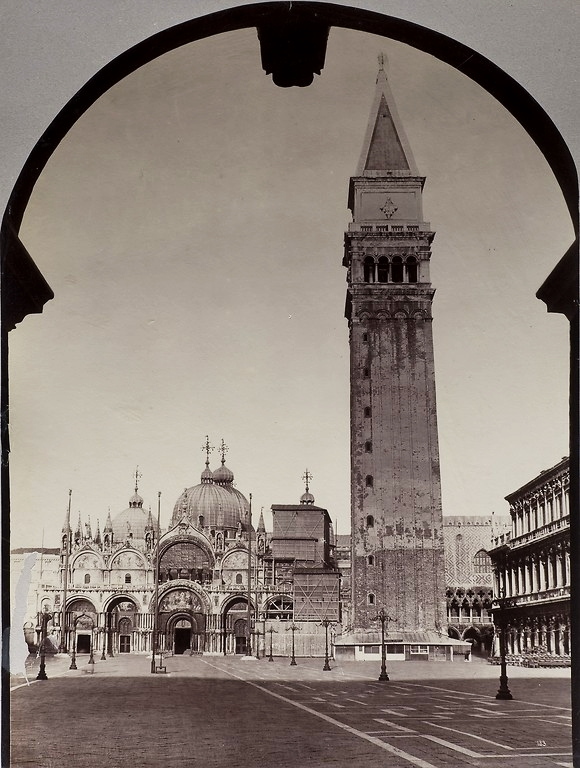
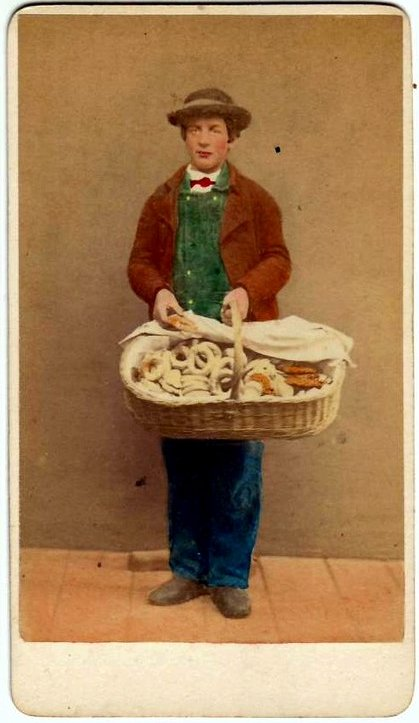
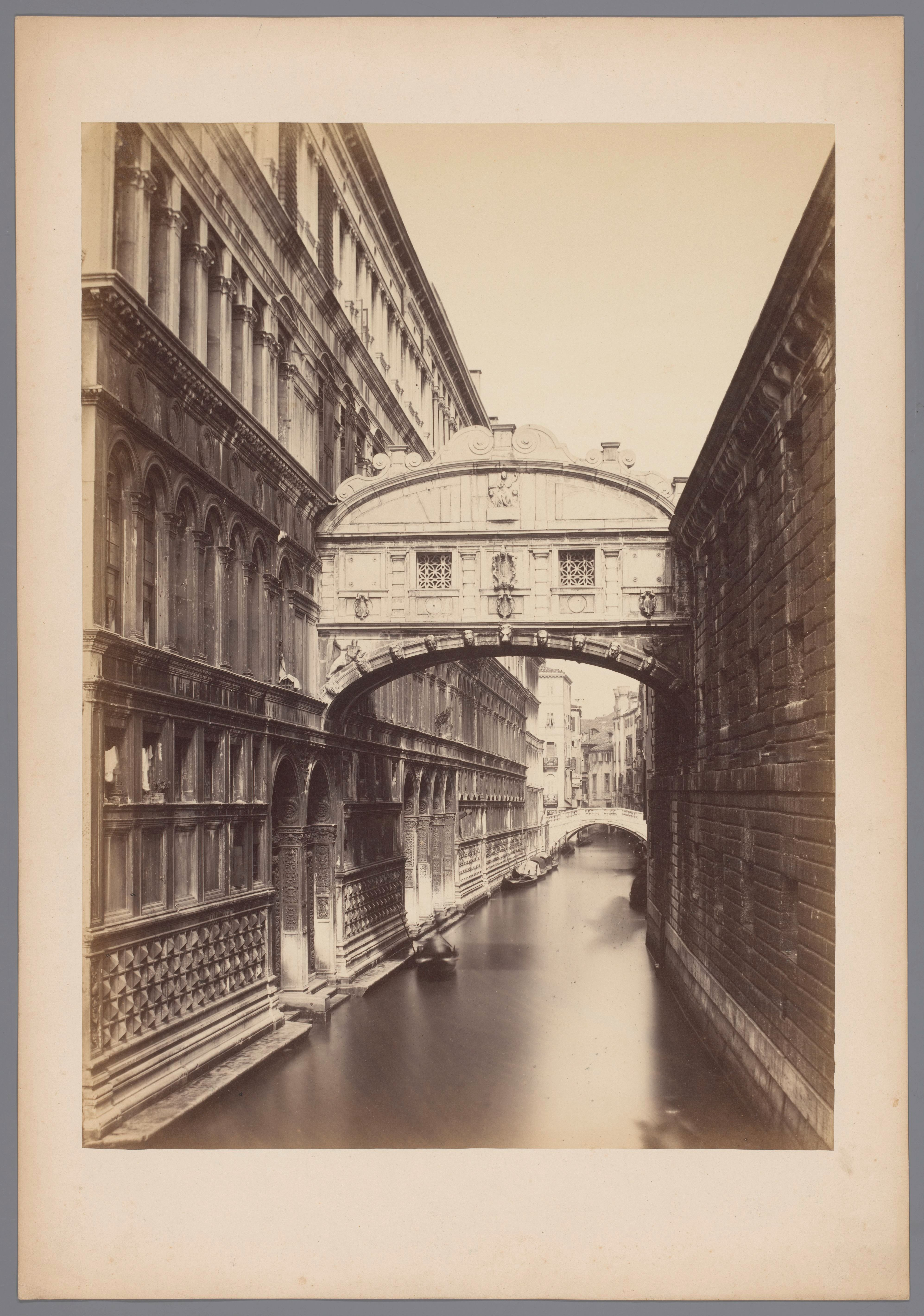